# Estando contigo
«Estando contigo» fue la canción con la que la cantante española Conchita Bautista representó a España en el Festival de la Canción de Eurovisión 1961 en Cannes. Fue la primera interpretación de España en el Festival de la Canción de Eurovisión. Compuesta por Antonio Guijarro Campoy y Augusto Algueró. Algueró no pudo asistir al festival de la canción mundialmente conocido como "Eurovision Song Contest", en español "Festival de la Canción de Eurovisión" porque se casaba con Carmen Sevilla.
La canción fue la primera en interpretarse esa noche, precediendo a la canción de la cantante de Mónaco Colette Deréal “Allons, allons les enfants”. En la votación, recibió 8 puntos en total, situándose en el noveno puesto de 16 participantes.
Le sucedió al año siguiente la canción Llámame de Víctor Balaguer. Conchita Bautista volvió al concurso en 1965, con la canción ¡Qué bueno, qué bueno!.
Poco después, la versionó Marisol. También en 1961 fue grabada por José Guardiola y por Los Cinco Latinos. Fue interpretada por Carmen Sevilla en el programa estadounidense The Ed Sullivan Show. En 2008 fue interpretada por Marta Sánchez para el programa de Televisión española Europasión y en 2015 por Mariló Montero en Telepasión española. En 2019 fue versionada por Azúcar Moreno, en el programa de La 1 de TVE La mejor canción jamás cantada.